# Niecka Przyrowska
Niecka Przyrowska (342.17) – region geograficzny o krajobrazie dolinno-równinnym położony między Pajęcznem, a Koniecpolem, na granicy województw śląskiego i łódzkiego. Stanowi część Wyżyny Przedborskiej (będącej członem Wyżyny Małopolskiej). Obejmuje fragment górnego biegu rzeki Warty wraz z otoczeniem. Wyróżniony jako mezoregion z indeksem 342.17 w wieloautorskiej regionalizacji fizycznogeograficznej Polski z 2018 roku.

## Środowisko przyrodnicze
Niecka zajmuje obszar 621 km² i stanowi kotlinowate obniżenie zamknięte Progiem Lelowskim, Wyżyną Częstochowską, Wyżyną Wieluńską, Wysoczyzną Bełchatowską oraz Wzgórzami Radomszczańskimi, na wschodzie przechodząc mniej wyraźnie w Niecką Włoszczowską. Rozciąga się łukiem z południowego wschodu na północny zachód, wzdłuż przebiegu Warty od jej wyjścia z przełomu pod Mstowem, po okolice poprzedzające przełom koło Działoszyna. Ważniejsze lokalne cieki zasilające Wartę to Wiercica i Kanał Lodowy. Dna  dolin rzecznych wykształciły się tutaj w polodowcowych rowach wytopiskowych. Obficie występują wydmy i mokradła.
Obniżenie, przez geomorfologów klasyfikowane jako skrajna część tzw. Równiny Pilicy, powstało w wyniku działania procesów denudacji, głównie w obrębie skał marglowych okresu górnej kredy. Było objęte zlodowaceniem środkowopolskim i przysypane osadami rzeczno-lodowcowymi. Rzeźba terenu ma charakter raz płaskiej, raz falistej równiny o przeciętnej wysokości 210–230 m n.p.m. W pokryciu terenu znaczny udział mają lasy, w tym łęgi. Najcenniejsze przyrodniczo zbiorowiska leśne są chronione w formie Parku Krajobrazowego Stawki i rezerwatu Wielki Las, który obejmuje stanowisko łęgu jesionowo-olszowego. Wśród gleb pojawiają się utwory piaszczyste (rdzawe, ochrowe) oraz bagienne (torfowe, murszowe). Warunki do uprawiania rolnictwa są niesprzyjajace, region jest słabo zaludniony, największą miejscowością jest wieś Przyrów.

## Różnice w podziałach geograficznych
W szeroko rozpowszechnionej przed 2018 rokiem regionalizacji fizycznogeograficznej Polski autorstwa Jerzego Kondrackiego, omawiany region nie występuje jako jednostka podziału i stanowi integralną część mezoregionu Niecki Włoszczowskiej. W 2018 roku na podstawie analizy rzeźby terenu wykonanej z użyciem modelowania numerycznego, Anna Majchrowska i Elżbieta Papińska zaproponowały podział tak rozumianego, rozległego mezoregionu na dwa bardziej zwarte obszarowo regiony: Nieckę Włoszczowską w okrojonych granicach (zlewnia Pilicy, stosunkowo większy udział skał górnokredowych w ukształtowaniu terenu) oraz Nieckę Przyrowską (zlewnia Warty, mniejszy udział skał górnokredowych). Obie niecki rozdziela pas pagórów pochodzenia fluwioglacjalnego.